# Zwergpuffotter
Die Zwergpuffotter (Bitis peringueyi; englisch Sidewinder Snake), auch Namibviper oder Peringuey-Wüstenotter genannt, ist eine Schlangenart aus der Gattung der Puffottern (Bitis Gray, 1842). Sie lebt als einzige Viper in der Namib-Wüste, die sich vom Küstenbereich Namibias bis nach Süd-Angola erstreckt. Mit einer Körperlänge von nur maximal etwa 30 Zentimetern gehört sie neben Schneiders Zwergpuffotter (Bitis schneideri) zu den kleinsten Arten der Gattung. Sie zählt zu den sogenannten Little Five („kleinen Fünf“; vgl. Big Five).

## Merkmale
Die Zwergpuffotter erreicht eine Durchschnittslänge von 20 bis 25 Zentimetern und eine maximale Körperlänge von etwa 32 Zentimetern, wobei die Weibchen länger und schwerer als die Männchen werden. Sie ist damit die kleinste Art innerhalb der Puffottern. Die Schlange hat einen gedrungenen Körper mit einem breiten und abgerundeten Kopf und nach oben gerichteten Augen. Der Kopf ist von kleinen, stark gekielten Schuppen bedeckt, die Augen sind durch sechs bis neun Kopfschuppen getrennt und jeweils von zehn bis dreizehn Schuppen umgeben. Die Unteraugenschilde (Subocularia) sind von den 10 bis 14 Oberlippenschilden (Supralabiala) durch zwei bis vier Schuppenreihen getrennt. Außerdem besitzt die Schlange 10 bis 13 Unterlippenschilde (Sublabialia), von denen die ersten zwei bis vier die Kinnschuppen berühren. Der Kopf ist einfarbig sandfarben und kann kleine schwarze Flecke oder einen dreieckigen Stirnfleck besitzen.
Die Färbung ist graugelb bis hell rötlich-braun mit drei Längsreihen undeutlicher Flecke und unregelmäßig verteilten kleinen dunklen Punkten. Die Bauchseite ist hell von weißlich bis gelb und hat manchmal rotbraune oder schwarze Flecken. Der Schwanz ist meistens sandfarben, etwa 25 Prozent der Tiere besitzen allerdings eine schwarze Schwanzspitze. In der Körpermitte besitzen die Schlangen 23 bis 31 Reihen stark gekielter Schuppen, wobei nur die unterste Reihe mit Kontakt zu den Bauchschuppen ungekielt ist und aus besonders großen Schuppen besteht. Die Schlange hat 117 bis 144 Bauchschuppen (Ventralia), an die sich das ungeteilte Analschild sowie die 15 bis 30 Unterschwanzschuppen (Subcaudalia) anschließen. Dabei besitzen die Männchen 117 bis 138 Bauchschuppen und 22 bis 30 Unterschwanzschuppen während die Weibchen 125 bis 144 Bauch- und nur 15 bis 25 Unterschwanzschuppen besitzen.

## Verbreitung und Lebensraum

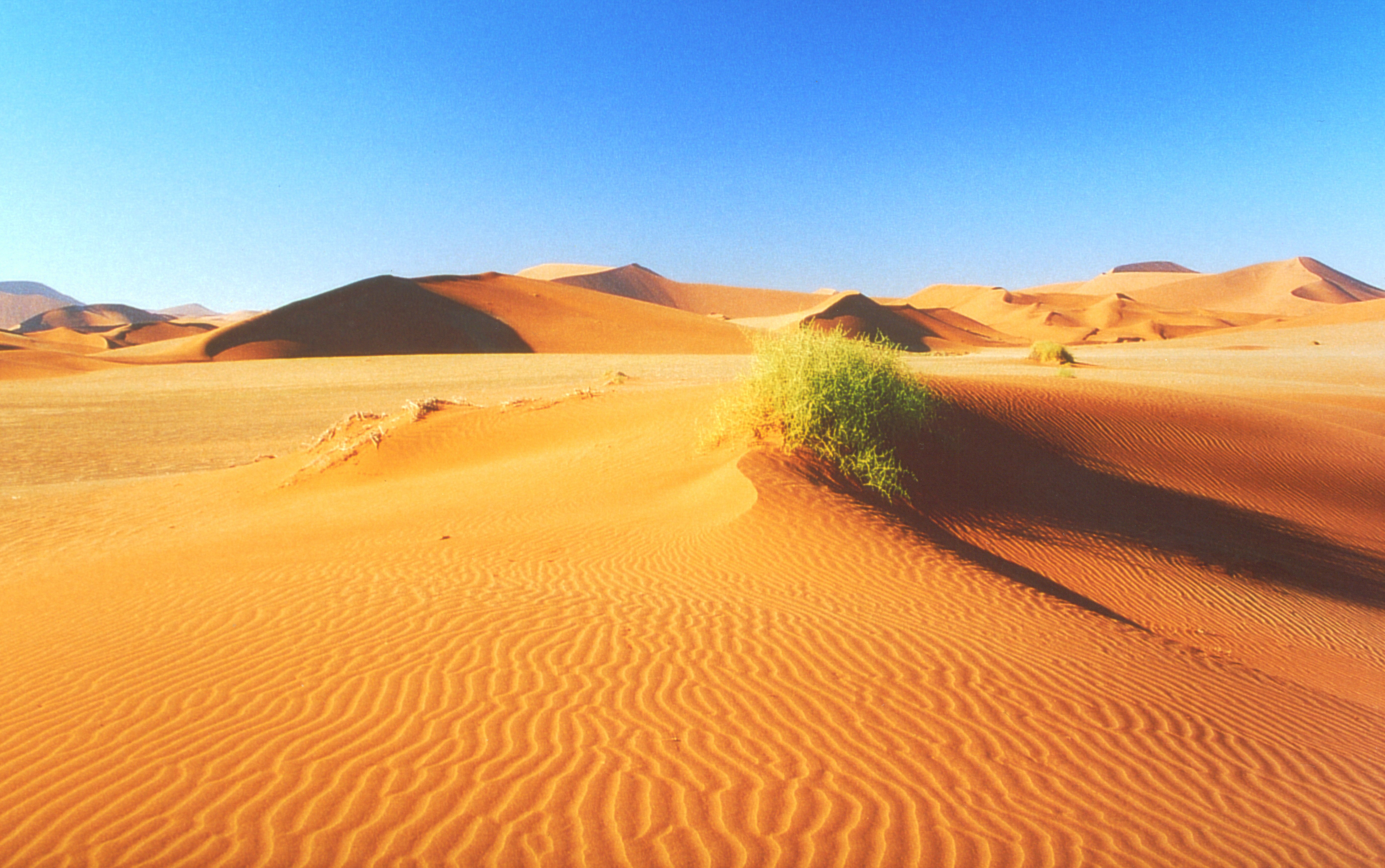
Die Dünen der Namibwüste stellen den Lebensraum der Zwergpuffotter dar

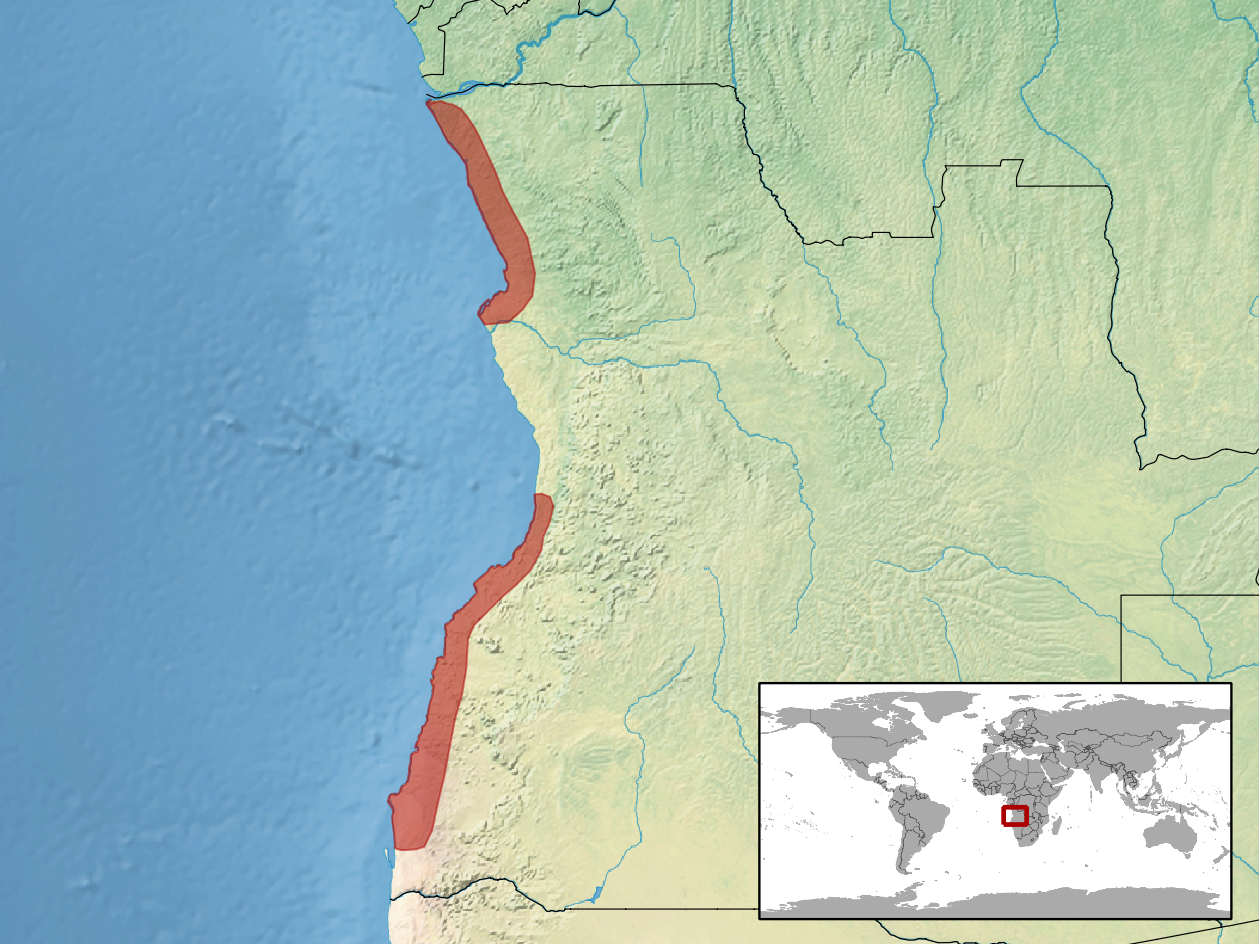
Verbreitungsgebiet

Die Zwergpuffotter lebt in der Namibwüste und angrenzenden Gebieten vom Süden Angolas bis in den Süden Namibias bei Lüderitz und Rotkuppe. Die Erstbeschreibung der Art erfolgte an einem Exemplar „aus Damaraland, etwa 10 Kilometer östlich von der Walfischbucht“ (Terra typica).
Die Namibwüste stellt mit ihren hohen Tagestemperaturen und Temperaturschwankungen zwischen Tag und Nacht sowie vor allem der Trockenheit als Lebensraum einen der extremsten Lebensräume Afrikas dar. Die Tagestemperaturen können deutlich über 50 °C liegen, die Nachttemperaturen liegen unter dem Gefrierpunkt. Durch jahrzehntelange Trockenperioden sowie häufige Sandstürme sind Pflanzen und Tiere extremen Lebensbedingungen ausgesetzt.

## Lebensweise
Wie viele Wüstenbewohner ist auch diese Art vorwiegend dämmerungs- und nachtaktiv, wobei sie an nebligen Tagen vor allem in Küstennähe auch am Tag angetroffen werden kann. Tagsüber liegt sie im Sand vergraben, möglichst an einer schattigen Stelle unter Büscheln von Dünengras (Stipagrostis sabulicola). Dabei ragen Augen, Nasenöffnung und Schwanzspitze aus dem Sand. Bei Annäherung eines potentiellen Beutetieres wird die Schwanzspitze „insektenartig“ bewegt, insbesondere von Individuen mit schwarzer Schwanzspitze, um das Tier in Reichweite zu locken und zu packen.
Die Zwergpuffotter beherrscht das so genannte Seitenwinden, um sich rasch über lockeren Sand zu bewegen, wodurch sie als echte Wüstenschlange erkennbar ist. Diese Form stellt die bevorzugte Fortbewegungsart der Schlange dar und wird unabhängig vom Untergrund angewendet, kriechend sieht man die Zwergpuffotter dagegen nur beim Klettern auf niedriges Buschwerk oder auf Felsen.
Bei Bedrohung zischt diese Viper und beißt auch zu, wobei ihr Biss beim Menschen aber nur lokale Schmerzen und Schwellungen hervorruft.

### Ernährung
Die Nahrung der Zwergpuffotter besteht vor allem aus Wüsteneidechsen der Gattungen Meroles und Aporosaurus sowie den Sandgeckos der Gattung Ptenopus. Auch kleinere Nagetiere, vor allem die beiden in der Namibwüste vorkommenden Arten Gerbillurus tytonis und die tagaktive Rhabdomys pumilio, kommen als Nahrung in Frage.
Ein großer Teil der notwendigen Flüssigkeit wird mit der Nahrung aufgenommen, vor allem über Aporosaurus, dessen Körper bis zu 75 % des Körpergewichtes Wasser speichert. Da Niederschläge in Form von Regen in der Namib extrem selten sind, kann die Zwergpuffotter zur Flüssigkeitsaufnahme außerdem den Tau nutzen, indem sie nachts abgeflacht auf dem Sand liegt und die auf der rauen Körperoberfläche kondensierende Feuchtigkeit ableckt. Aufgrund der extremen Leistungsfähigkeit der Nieren ist die Wasseraufnahme durch die Nahrung allerdings meist ausreichend.

### Fortpflanzung und Entwicklung
Beobachtungen über die Fortpflanzung der Zwergpuffotter sind sehr selten, wodurch die Angaben auch recht spärlich sind. Die Art ist ovovivipar und bringt im März oder April maximal zehn etwa 10 bis 13 Zentimeter lange und zwischen 1,6 und 1,7 Gramm schwere Jungtiere zur Welt. Diese sind von einer dünnen Eimembran umhüllt, aus der sie sich mit Hilfe von ruckartigen Bewegungen des Kopfes selbstständig befreien.
Direkt nachdem sie die Eihülle verlassen haben, sind sie in der Lage, sich selbständig seitenwindend fortzubewegen. Innerhalb der ersten Lebensstunde kommt es im Regelfall zur ersten Häutung. Bereits nach wenigen Tagen jagen die Jungschlangen selbständig kleine Echsen.

## Taxonomie
Die Erstbeschreibung der Zwergpuffotter erfolgte unter dem Namen Vipera peringueyi durch den französischen Naturforscher George Albert Boulenger im Jahr 1888 anhand von mehreren Schlangen, die im Gebiet östlich der Walfischbucht, Namibia, gesammelt wurden. Bereits 1896 ordnete er die Schlange dann als Bitis peringueyi den Puffottern (Bitis) zu.
Die Zwergpuffotter ist eine von 16 Arten innerhalb der Puffottern. Dabei ist sie nächstverwandt mit der Gehörnten Puffotter (B. caudalis), die ebenfalls in Wüstengebieten Afrikas, vor allem in der Kalahari und der südafrikanischen Halbwüstenregion Karoo, lebt. Die anatomischen Gemeinsamkeiten beider Arten wurden durch Untersuchungen auf molekularbiologischer Ebene bestätigt. Beide zusammen wiederum stellen die Schwestergruppe eines Taxons aus Berg-Puffotter (B. atropos) und Büschelbrauen-Puffotter (B. cornuta) dar. Diese und andere kleine Puffotterarten werden innerhalb der Gattung in eine Untergattung Calechidna eingeordnet, die den großen Arten wie der Puffotter (B. arietans) in der Untergattung Bitis und der Gabunviper (B. gabonica) und der Nashornviper (B. nasicornis) in der Untergattung Macrocerastes gegenübergestellt wird.

## Schlangengift
Über das Gift der Zwergpuffotter ist nur sehr wenig bekannt, da es bislang keine wissenschaftliche Analyse gibt. Es wird als wenig gefährlich angesehen und in den wenigen Fällen, in denen Menschen gebissen wurden, kam es ausschließlich zu lokalen Schmerzen und Schwellungen. Spezifische Antivenine existieren entsprechend nicht, Bisse werden mit Analgetika und Antibiotika zur Verhinderung von Infektionen der Wunde behandelt.